# 蘭陵王 (電影)
《兰陵王》是1995年上映的由胡雪桦执导的一部中国剧情片。

## 情节
《兰陵王》故事内容与历史无关。描绘远古一个驻扎山林中的部落，以凤凰为图腾。女首领独生子相貌俊美名“兰陵”，部落中的女孩们儿包括美丽的英英都以他为偶像。附近的“黑鹰”部落凶狠残暴。凤凰族人向天神祈祷能有一名骁勇善战的男首领带领他们上阵杀敌保卫家园。待兰陵长大与黑鹰对阵，却遭到羞辱，黑鹰族人说兰陵长得好像女人，不愿与他交手。后来，两军交战凤凰族战败，男人们被黑鹰族全部俘去，凤凰女首领于是提出牺牲族里所有女人们的贞操以换取男人们的性命。兰陵羞愤投湖却脱胎换骨，从此戴上凶恶面具变得善战却异常凶狠残暴。兰陵母亲为唤醒儿子良知牺牲自己，将自己的血洒在面具上，从此，兰陵恢复善良本性成为真正的勇士。

## 演职员表
- 导演：胡雪桦
- 编剧：胡雪桦 王培公
- 制片：郑凯南
- 摄影：顾长卫
- 制作公司：上海电影制片厂
- 主演：洛伦佐·卡伦德、宁静、杨丽萍、王学圻